# Seikoland 〜武道館ライブ'83〜
『Seikoland 〜武道館ライブ'83〜』（せいこらんど ぶどうかんらいぶ 83）は、松田聖子のライブ・ビデオ。1984年2月25日発売。発売元はCBS・ソニー。

## 解説
1983年12月に行われた武道館ライブの模様を収録したVHS。
収録曲を減らした廉価版『SWEET MEMORIES 〜武道館ライブ'83〜』も発売されていた。
2005年6月8日発売の25周年記念DVD-BOX『25th Anniversary Seiko Matsuda PREMIUM DVD BOX』の中の一枚としてDVD化された後、2018年11月14日にBlu-ray Discとして発売された。
実際の公演で披露されたものの、今作に未収録となった「恋人がサンタクロース」（松任谷由実のカバー）が後日『25th Anniversary Seiko Matsuda PREMIUM DVD BOX』内の特典ディスク「PREMIUM DISC」にて初収録された。

## 収録曲
1. 白いパラソル
2. 渚のバルコニー
3. 青い珊瑚礁
4. 裸足の季節
5. 小麦色のマーメイド
6. マドラス・チェックの恋人
7. セイシェルの夕陽
8. 夏の扉
9. 野ばらのエチュード
10. Canary
11. 赤いスイートピー
12. 風は秋色
13. メドレー (Rock'n'roll Good-bye/チェリーブラッサム/ロックンロール・デイドリーム)
14. 星のファンタジー
15. 真冬の恋人たち
16. BITTER SWEET LOLLIPOPS
17. 瞳はダイアモンド
18. Only My Love
19. 天国のキッス
20. SWEET MEMORIES